# Bringolo
Bringolo (tiếng Breton: Brengoloù, Gallo: Brengolo) là một xã của tỉnh Côtes-d’Armor, thuộc vùng Bretagne, tây bắc Pháp.

## Dân số
Người dân ở Bringolo được gọi là Bringolois.